# 摩列斯·赫特文
摩列斯·赫特文（Moritz Hartmann，1986年6月20日—），德國職業足球員，司職，現時效力德國球會恩高斯達特。

## 外部連結
- fussballdaten.de：Moritz Hartmann之統計數據 （德文）